# Bella Vista megye
Bella Vista egy megye Argentínában, Corrientes tartományban. A megye székhelye Bella Vista.

## Települések
Önkormányzatok és települések (Municipios y comunas)
- Bella Vista